# Landsbyerne i Danmark
 Der er for få eller ingen kildehenvisninger i denne artikel, hvilket er et problem. Du kan hjælpe ved at angive troværdige kilder til de påstande, som fremføres i artiklen.

Landsforeningen Landsbyerne i Danmark blev stiftet mandag den 27. december 1976. Da  mødtes repræsentanter for 50 landsbysamfund i hele Danmark i Fyns Forsamlingshus i Odense, hvor den første landsdækkende landsbyforening blev stiftet under navnet Landssammenslutningen af Landsbysamfund med Carsten Abild fra Bredstrup på Nordfyn som formand og Ole Glan fra Viskinge på Sjælland som næstformand.
Den øvrige bestyrelse var: Niels Carl Lilleør fra Frørup, sekretær, Niels Winther Pedersen fra Meng, kasserer, mens Jens Møller Krejbjerg, Hans Ivar Bentsen fra Rødby, Johan Rørbye fra Jelling, Rudolf Haaf fra Kalundborg og Soffi Christensen Rens blev valgt som menige medlemmer.
I formålsparagraffen stod der: 
1. At støtte det arbejde, der gøres for at genetablere, bevare og videreudvikle landsbysamfundene og det miljø og den kultur disse repræsenterer.
2. At støtte bestræbelserne for at give borgeren lokal medindflydelse, lokalt medansvar og lokale samarbejdsmuligheder.

Kontingent var kr. 300 for foreninger og kr. 100 for enkeltpersoner.
Landsbybevægelsen var født. Landsbysamfundene skulle genetableres, bevares og videreudvikles gennem lokal medindflydelse, medansvar og samarbejdsmuligheder. Dialog og samarbejde var redskaberne, ikke demonstrationer og konfrontationer. 
Den første opgave for den nystiftede forening, Landsforeningen af Landsbysamfund var at udarbejde en rapport, der afspejlede den alvorlige situation, Danmarks mange landsbysamfund var kommer i. Rapporten skulle med ind til landspolitikerne på Christiansborg.
Sammen med lektor Lennart Nørreklit fra Ålborg Universitet, blev der indsamlet materialer fra hele landet til en landsdækkende rapport. Midt i april 1977 var den 40 siders store rapport færdig. 
Den 17. maj blev der holdt møde med miljøminister Niels Matthiasen, hvor delegationen fra Landsforeningen af Landsbysamfund fremførte essensen af rapporten på vers:
```
Danmark er som et bøgetræ:
En stor stamme – det er København
Århus, Odense og Aalborg.
Og igen mange mindre grene – det er Tønder, 
Næstved, Silkeborg, Assens, Frederikssund.
Og til sidst de allerfineste grene, kvistene
som bladene sidder på, og som forsyner
samfundet med den livsvigtige energi
fra solen og luften, det er landsbyerne.
```

```
Den dumme gartner.
Han er så imponeret af den store stamme.
”Her skal væksten koncentreres”,
tænker han,
og alle de små fine kviste generer udsigten
til den store stamme og de store grene.
Derfor klippen han dem af.
Og samfundet bliver sygt.
```

```
Men nu er der kommet en ny gartner, den gode gartner.
Han kommer gødning til træet.
Og han plejer træet, så der kommer mange
levende små kviste, som bærer mange grønne blade.
Landsbyerne liver op,
og Danmark bliver igen:
Dejligst vang og vænge.
```

Niels Matthiasen forstod meningen med lyrikken, og lovede at der skulle nedsættes en landsbykommission og et forsamlingshusudvalg. Landsbykommissionen skulle kulegrave de lovmæssige og de fysiske landsbyproblemer, mens forsamlingshusudvalget skulle belyse de folkelige og kulturelles værdier, trusler og muligheder.
Niels Matthiasen deltog personligt i udvalgsarbejdet, og i 1979 udkom 2 fyldige rapporter, som begge vidnede om et meget stort engagement fra kulturministerens side. Desværre døde Niels Matthiassen året efter.
Landsbybevægelsen blev i de efterfølgende år en stor succes med stor tilslutning til foreningen. Desværre blev opfattelsen at man ikke kunne være med i både foreningen og samtidigt være medlem i et politisk parti, mere og mere udpræget. Det udmøntede sig på generalforsamlingen på Sjælland i 1979 til et forslag om, at man ikke kunne være medlem af landsforeningens bestyrelse, hvis man var medlem af et politisk parti. Forslaget blev vedtaget, og Ole Glan blev ny formand foreningen.
Det betød, at de personer der ikke kunne acceptere disse betingelser, den 3. marts 1979 på Snoghøj Højskole stiftede en ny forening: Landssammenslutningen Landsbyerne i Danmark med Carsten Abild som formand. Foreningen har senere skiftet navn til Landsforeningen Landsbyerne i Danmark.
De to landsforeninger har altid respekteret hinanden og arbejdet for den samme gode landsbysag. De to landsbyforeninger er medinitiativtagere til Landdistrikternes Fællesråd.
Landsbyarbejdet forsatte i 80’erne, hvor der fortsat var stor interesse i pressen for den gode sag. Også landspolitikerne var endelig begyndt at fatte interesse for lokalsamfundene. I regeringens landsplanredegørelse fra 1982 stod der pludselig: ”Det er regeringens opfattelse, at mennesket bedst udfolder sig i små enheder, hvor konsekvenserne af ens handlinger let kan overskues, og hvor den enkelte har lettere ved at påvirke udviklingen. Det er derfor en central opgave for regeringen at arbejde for en decentralisering og styrkelse af lokalsamfundene”.
Hermed var det lokale samfund igen kommet på den politiske dagsorden på Christiansborg. Opgaven var nu at få den centralistiske lovgivning, ikke mindst by- og landzoneloven, Planloven, ændret. Men det skulle senere vise sig at blive en lang og slidsom opgave.
Et af centralismens mest raffinerede tiltag var, at der i en adresse ikke længere skulle være 4 linjer, men kun 3 linjer. Hermed var der ikke længere plads til Danmarks tredive tusinde landsby-/stednavne. Og har et lokalsamfund intet navn, mister det også sin identitet.
Foreningen henvendte sig til daværende indenrigsminister Britta Schall Holberg, som den 24. september 1984 sendte skrivelse til samtlige kommunalbestyrelser og offentlige myndigheder, med følgende ordlyd: Jeg skal hermed henlede kommunalbestyrelsens opmærksomhed på, at landsbynavne og gårdnavne i den sidste halve snes år i større og større omfang er gledet ud af kommunernes og statens adressering. Såvel af kunsthistoriske som af praktiske grunde, finder jeg det højest betænkeligt og i strid med den lokale befolknings ønsker. Jeg skal derfor henstille til kommunalbestyrelsen i langt videre omfang at anvende disse navne i adresseringen til borgerne”.
Mange kommuner har fulgt opfordringen, men der er stadig nogle, som ikke har fået dette implementeret i deres systemer. Foreningen vedbliver at gøre opmærksom på dette.
Også ”De glemte grunde” har Lid arbejdet med. Da Danmark ved kommunalreformen blev opdelt i landzone, byzone og sommerhusområder, blev det umuligt at bygge hus på en tom grund i landzone. Lid hjalp de ramte ejere, og konstaterede via besøg i miljøministeriet og Statsskattedirektoratet, at der ved lovens ikrafttræden var annonceret efter ejere af disse grunde, så de kunne få erstatning. Da ikke mange læser Statstidende, er der heller ikke mange, der har fået erstatning, og disse grunde ligger i dag tilgroet, eller er købt tilbage af landmanden til et ringe beløb.
Det var ikke kun dem, der ønskede at bygge i landzone, der blev ramt af loven, også håndværkerne blev nægtet muligheden for at bygge til deres bestående ejendom, såfremt virksomheden voksede og der opstod behov for mere plads. I årene 1980 til 1992 besøgte LiD samtlige miljøministre og endog statsminister Poul Schlütter, samt flere gange de forskellige politiske partier, hvilket resulterede i, at loven blev lempet i 1987, så der kunne etableres andet erhverv end landbrug og fiskeri i landzone, men kun i bestående bygninger. I 1992 blev loven yderligere lempet, så der måtte bygges til ”i begrænset omfang”.
I 20 år har LiD kåret Årets Landsby, mens man før den tid gennem 5 år udnævnte Årets Kommune. En pris der blev tildelt en kommune, der gjorde en speciel indsats for landdistrikterne. Spøttrup, Herning, Rødding, Århus og Ærøskøbing var de udkårne. For at påskønne det arbejde, der i mange landsbysamfund bliver gjort af ildsjæle er følgende landsbyer kåret til Årets Landsby: Hvilsom, Skovlund, Tise, Jordrup, Billum, Svindinge, Samsø, Bårse, Filskov, Klejtrup, Korinth, Ballum, Gjøl, Vejrup, Janderup, Horslunde, Bagenkop, Vrads, Vestervig og Trekroner.
Forsamlingshusene har også gennem mange år været et fokusområde for Landsbyerne i Danmark. Selvom der i 1977 blev nedsat et forsamlingshusudvalg, skete der ikke mere på området, og derfor nedsatte LiD i 2007 en tværgående initiativgruppe bestående af Landsforeningen Danske Forsamlingshuse, Fynske Forsamlingshuse, LiD, SDU, Odense Stadsarkiv, Svendborg Kommune samt flere kulturpersoner – herunder Lasse og Mathilde. Gruppen udarbejdede en fyldig rapport ”Dansen om de danske forsamlingshuse”. Den 13. september 2007 mødtes gruppen med kulturminister Brian Mikkelsen, hvor ministeren lovede støtte til et udredningsarbejde for de tilbageværende forsamlingshuse. Den 14. august 2008 blev der bevilget kr. 200.000 til udredningen. Begrundelsesteksten lød: ”Forsamlingshusenes folkelige betydning, strukturreformens udfordringer til husene, samt visioner for forsamlingshusenes fremtid”.
Den 27. februar 2009 mødtes initiativgruppen med kulturminister Carina Christensen. Ministeren gav tilsagn om støtte i kampagnen for at bevare de sidste 1250 forsamlingshuse.
Landsbyerne i Danmark arbejder endvidere med temaer som ”Den sidste nærbutik”, etablering af landdistriktsråd og lokalråd, saneringsmodne ejendomme, tomme landbrugsbygninger, nedlæggelse af landsbyskoler, landsbyhøringer i Folketinget.
I 2011 blev efter gentagne opfordringer fra LiD etableret et ministerium for by, bolig og landdistrikter – endelig fik landdistrikterne deres eget ministerium. Desværre blev dette ministerium atter nedlagt ved venstreregeringens start i 2015. 
Der var mange, der frygtede at kommunalreformen i 2007 helt ville tage livet af vore landdistrikter, men denne nye centralisering har tilsyneladende gjort, at folk nu synes at det er ”blevet for meget”. 
For at modvirke denne altødelæggende udvikling, har LiD kraftigt opfordret alle landdistrikterne/landsbysamfund til hurtigst muligt at organisere sig, og oprette landdistriktsråd og lokalråd. 
Da der hersker stor forvirring i befolkningen omkring begreber som: LAG (Lokal Aktions Gruppe), Landdistriktsråd, Lokalråd, Landsbyråd, Borgerforening m.v. arbejder foreningen stærkt på, at man anvender de 2 mest brugte betegnelser: Landdistriktsråd og Lokalråd samt at disse repræsenterer alle i området ikke mindst geografisk.
Opfordringen til at organisere sig er blevet fulgt, idet der i næsten alle landdistrikter er oprettet en eller anden form for lokalt funderet aktivitet. 
LiD arbejder på at give de forskellige områder værktøjer til at forbedre samarbejdet både i det lokale område, men også overfor de kommunale myndigheder, så man holder politikerne og den kommunale administration fast på aftaler der indgås. Med organiseringen er der opstået fornyet optimisme, engagement, sammenhold og fællesskab, og ildsjælene trives igen og udfolder sig. Det er i lokalsamfundene vi borgere føler os hjemme, det er her vi er aktive og kommer hinanden ved. Det er i lokalsamfundene vi har vores hverdag og identitet.